# Hariharpur (Saptari)
Pour les articles homonymes, voir Hariharpur.
Hariharpur (en népalais : हरिहरपुर) est un comité de développement villageois du Népal situé dans le district de Saptari. Au recensement de 2011, il comptait 4 632 habitants.